# Copa do Chile de Futebol de 2023
A Copa do Chile de 2023 (oficialmente conhecida como Copa Chile Easy 2023 por conta do patrocínio) é a 43ª edição dessa competição chilena de futebol organizada pela Federação de Futebol do Chile (FFC) e administrada pela Asociación Nacional de Fútbol Profesional (ANFP).
O torneio teve início em 8 de março e terminará com a final em campo neutro em 20 de dezembro de 2023. É patrocinada pela Easy e classificará o vencedor para a segunda fase da Taça Libertadores de 2024.
O Magallanes campeão da edição de 2022 será o defensor do título.

## Regulamento
A Copa Chile Easy se inicia em 2023. São sete fases, todos no sistema "mata-mata": com exceção da primeira e segunda fase, como também da final, que serão em jogos únicos, todas as demais fases (terceira fase, oitavas de final, quartas de final e semifinal) terão jogos de ida e volta; o campeão se classificará para a Copa Libertadores da América de 2024 e a Supercopa do Chile de 2024.
Em caso de empate no placar agregado (ou no jogo único), a decisão da vaga irá para os pênaltis. Nesta edição, terá o uso da tecnologia do árbitro assistente de vídeo (VAR) nas semifinais e na final.

## Datas
| Fase          | Fase             | Data do sorteio         | Jogo de ida                        | Jogo de volta                     |
| ------------- | ---------------- | ----------------------- | ---------------------------------- | --------------------------------- |
| Primeira fase | Primeira fase    | 16 de fevereiro de 2023 | 8–12 de março de 2023              | 17–19 de março de 2023            |
| Fase Regional | Oitavas de final | 23 de março de 2023     | 1–12 de abril de 2023              | 1–12 de abril de 2023             |
| Fase Regional | Quartas de final | 23 de março de 2023     | 21 de junho – 12 de julho de 2023  | 21 de junho – 12 de julho de 2023 |
| Fase Regional | Semifinal        | 23 de março de 2023     | 1 de julho – 16 de agosto de 2023  | 1 de julho – 16 de agosto de 2023 |
| Fase Regional | Final            | 23 de março de 2023     | 27 de julho – 20 de agosto de 2023 | 15–23 de agosto de 2023           |
| Fase Nacional | Semifinal        | 23 de março de 2023     | 27 de setembro de 2023             | 4 de outubro de 2023              |
| Fase Nacional | Final            | 23 de março de 2023     | 20 de dezembro de 2023             | 20 de dezembro de 2023            |

## Times classificados
A competição será disputada por 64 (sessenta e quatro) equipes: 16 da Primeira Divisão, 16 da Primera B, 14 da Segunda División, 15 da Tercera A e 3 da Tercera B.
| Primera A | Primera B | Segunda División | Tercera A | Tercera B | Campeões Regionais |
| - Audax Italiano - Cobresal - Colo-Colo - Coquimbo Unido - Curicó Unido - Deportes Copiapó - Everton - Huachipato - Magallanes - Ñublense - O'Higgins - Palestino - Unión Española - Unión La Calera - Universidad Católica - Universidad de Chile | - Antofagasta - Barnechea - Cobreloa - Deportes Iquique - Deportes La Serena - Deportes Puerto Mont - Deportes Recoleta - Deportes Santa Cruz - Deportes Temuco - Rangers - San Luis - San Marcos de Arica - Santiago Morning - Santiago Wanderers - Unión San Felipe - Universidad de Concepción | - Deportes Concepción - Deportes Limache - Deportes Linares - Deportes Melipilla - Deportes Rengo - Deportes Valdivia - Fernández Vial - General Velásquez - Iberia - Lautaro de Buin - Provincial Osorno - Real San Joaquín - San Antonio Unido - Trasandino | - Brujas - Chimbarongo - Colchagua - Comunal Cabrero - Concón National - Deportes Colina - Deportes Quillón - Municipal Puente Alto - Provincial Ovalle - Provincial Ranco - Quintero Unido - Rancagua Sur - Santiago City - Unión Compañías | - Aguará  | - Bories - Constitución FC - Eléctrico Refinería - Ferroviario Comercial - Gol y Gol - Juventud Unida - La Higuera - Liga Universitaria - Ojanco - Población Nogales - San Antonio Unido - Teniente Merino - Trasandino de Socoroma - Unión - Unión Bellavista |

## Primeira Fase
Nessa fase os 10 dos 14 clubes campeões regionais irão se enfrentar em partidas únicas para definir os times que avançam para a segunda fase. São os times das regiões de Coquimbo, Valparaíso, O'Higgins, Araucanía, Maule, Bío-Bío, Los Ríos, Los Lagos, Aysén e Magallanes. Os outros 4 times campeões regionais (Arica e Parinacota, Tarapacá, Antofagasta e Atacama) já estão classificados diretamente para a segunda fase. Nessa edição do torneio as região de Ñuble e a região Metropolitana não terão representantes.
| Equipe 1           | Total       | Equipe 2              |
| ------------------ | ----------- | --------------------- |
| Unión Bellavista   | 6–0         | La Higuera            |
| Constitución FC    | 0–1         | Ferroviario Comercial |
| San Antonio Unido  | 1–2         | Teniente Merino       |
| Juventud Unida     | 1–1 (3–5 p) | Gol y Gol             |
| Liga Universitaria | 1–1 (2–4 p) | Bories                |

Disputarão nessa fase os 14 times da Tercera A e 1 time da Tercera B (exceto o Union Compañías, que se classificou diretamente para a próxima fase), os quais decidirão as 8 vagas em partidas de ida e volta.
| Equipe 1              | Total | Equipe 2             | 1.º jogo | 2.º jogo |
| --------------------- | ----- | -------------------- | -------- | -------- |
| Provincial Ovalle     | 7–1   | Brujas               | 5–0      | 2–1      |
| Quintero Unido        | 4–3   | Concón National      | 1–0      | 3–3      |
| Santiago City         | 11–2  | Aguará               | 9–1      | 2–1      |
| Municipal Puente Alto | 0–4   | Deportes Colina      | 0–3      | 0–1      |
| ‡ Rancagua Sur        | 2–3   | Chimbarongo          | 1–0      | 1–3      |
| Deportes Quillón      | 1–4   | Colchagua            | 1–4      | 0–0      |
| Unión Compañías       | W.O.  | Municipal Mejillones | W.O.     | W.O.     |

‡ Avança como melhor perdedor.

## Fase Regional

### Zona Norte

#### Segunda Fase
| Equipe 1               | Total | Equipe 2            |
| ---------------------- | ----- | ------------------- |
| Trasandino de Socoroma | 0–5   | San Marcos de Arica |
| Unión Iquique          | 0–5   | Deportes Iquique    |
| Eléctrico Refinería    | 1–6   | Antofagasta         |
| Ojanco                 | 0–5   | Cobreloa            |
| Unión Bellavista       | 1–5   | Cobresal            |
| Provincial Ovalle      | 1–2   | Deportes Copiapó    |
| Unión Compañías        | 1–3   | Deportes La Serena  |
| Quintero Unido         | 1–4   | Coquimbo Unido      |

#### Fases finais
|  | Quartas de final     | Quartas de final |       |                     | Semifinais                | Semifinais                |  |          | Final                                   | Final                                   | Final                                   | Final                                   |  |  |
|  | 22 a 26 de junho     | 22 a 26 de junho |       |                     | 1 de julho a 16 de agosto | 1 de julho a 16 de agosto |  |          | 20 de agosto (ida) 23 de agosto (volta) | 20 de agosto (ida) 23 de agosto (volta) | 20 de agosto (ida) 23 de agosto (volta) | 20 de agosto (ida) 23 de agosto (volta) |  |  |
|  |                      |                  |       |                     |                           |                           |  |          |                                         |                                         |                                         |                                         |  |  |
|  | San Marcos de Arica  | 4                |       |                     |                           |                           |  |          |                                         |                                         |                                         |                                         |  |  |
|  | Deportes Iquique     | 0                |       |                     |                           |                           |  |          |                                         |                                         |                                         |                                         |  |  |
|  | Deportes Iquique     | 0                |       | San Marcos de Arica | 0 (2)                     |                           |  |          |                                         |                                         |                                         |                                         |  |  |
|  |                      |                  |       | San Marcos de Arica | 0 (2)                     |                           |  |          |                                         |                                         |                                         |                                         |  |  |
|  |                      | Cobreloa (pen)   | 0 (4) |                     |                           |                           |  |          |                                         |                                         |                                         |                                         |  |  |
|  | Antofagasta          | Cobreloa (pen)   | 0 (4) | 0                   |                           |                           |  |          |                                         |                                         |                                         |                                         |  |  |
|  | Antofagasta          |                  |       | 0                   |                           |                           |  |          |                                         |                                         |                                         |                                         |  |  |
|  | Cobreloa             | 2                |       |                     |                           |                           |  |          |                                         |                                         |                                         |                                         |  |  |
|  | Cobreloa             | 2                |       |                     |                           |                           |  | Cobreloa | 3                                       | 4                                       | 7                                       |                                         |  |  |
|  |                      |                  |       |                     |                           |                           |  | Cobreloa | 3                                       | 4                                       | 7                                       |                                         |  |  |
|  |                      | Cobresal         | 1     | 2                   | 3                         |                           |  |          |                                         |                                         |                                         |                                         |  |  |
|  | Cobresal             | Cobresal         | 1     | 2                   | 3                         | 3                         |  |          |                                         |                                         |                                         |                                         |  |  |
|  | Cobresal             |                  |       |                     |                           | 3                         |  |          |                                         |                                         |                                         |                                         |  |  |
|  | Deportes Copiapó     | 0                |       |                     |                           |                           |  |          |                                         |                                         |                                         |                                         |  |  |
|  | Deportes Copiapó     | 0                |       | Cobresal            | 2                         |                           |  |          |                                         |                                         |                                         |                                         |  |  |
|  |                      |                  |       | Cobresal            | 2                         |                           |  |          |                                         |                                         |                                         |                                         |  |  |
|  |                      | Coquimbo Unido   | 0     |                     |                           |                           |  |          |                                         |                                         |                                         |                                         |  |  |
|  | Deportes La Serena   | Coquimbo Unido   | 0     | 1 (2)               |                           |                           |  |          |                                         |                                         |                                         |                                         |  |  |
|  | Deportes La Serena   |                  |       | 1 (2)               |                           |                           |  |          |                                         |                                         |                                         |                                         |  |  |
|  | Coquimbo Unido (pen) | 1 (4)            |       |                     |                           |                           |  |          |                                         |                                         |                                         |                                         |  |  |

| Vencedor Zona Norte |
| ------------------- |
| Cobreloa            |

### Zona Centro-Norte

#### Segunda Fase
| Equipe 1          | Total       | Equipe 2             |
| ----------------- | ----------- | -------------------- |
| Santiago City     | 0–2         | Colo-Colo            |
| Trasandino        | 1–1 (3–4 p) | Unión La Calera      |
| Deportes Limache  | 1–3         | Palestino            |
| San Antonio Unido | 0–0 (2–4 p) | Santiago Morning     |
| Deportes Colina   | 1–1 (2–4 p) | Universidad Católica |
| Real San Joaquín  | 0–3         | Santiago Wanderers   |
| Población Nogales | 1–7         | Everton              |
| Unión San Felipe  | 1–1 (5–3 p) | San Luis             |

#### Fases finais
|  | Quartas de final         | Quartas de final         |       |                          | Semifinais      | Semifinais      |  |           | Final                                   | Final                                   | Final                                   | Final                                   |  |  |
|  | 22 de junho a 4 de julho | 22 de junho a 4 de julho |       |                          | 2 a 9 de agosto | 2 a 9 de agosto |  |           | 16 de agosto (ida) 20 de agosto (volta) | 16 de agosto (ida) 20 de agosto (volta) | 16 de agosto (ida) 20 de agosto (volta) | 16 de agosto (ida) 20 de agosto (volta) |  |  |
|  |                          |                          |       |                          |                 |                 |  |           |                                         |                                         |                                         |                                         |  |  |
|  | Colo-Colo                | 6                        |       |                          |                 |                 |  |           |                                         |                                         |                                         |                                         |  |  |
|  | Unión La Calera          | 1                        |       |                          |                 |                 |  |           |                                         |                                         |                                         |                                         |  |  |
|  | Unión La Calera          | 1                        |       | Colo-Colo                | 1               |                 |  |           |                                         |                                         |                                         |                                         |  |  |
|  |                          |                          |       | Colo-Colo                | 1               |                 |  |           |                                         |                                         |                                         |                                         |  |  |
|  |                          | Palestino                | 0     |                          |                 |                 |  |           |                                         |                                         |                                         |                                         |  |  |
|  | Palestino                | Palestino                | 0     | 5                        |                 |                 |  |           |                                         |                                         |                                         |                                         |  |  |
|  | Palestino                |                          |       | 5                        |                 |                 |  |           |                                         |                                         |                                         |                                         |  |  |
|  | Santiago Morning         | 4                        |       |                          |                 |                 |  |           |                                         |                                         |                                         |                                         |  |  |
|  | Santiago Morning         | 4                        |       |                          |                 |                 |  | Colo-Colo | 0                                       | 1                                       | 1                                       |                                         |  |  |
|  |                          |                          |       |                          |                 |                 |  | Colo-Colo | 0                                       | 1                                       | 1                                       |                                         |  |  |
|  |                          | Universidad Católica     | 0     | 0                        | 0               |                 |  |           |                                         |                                         |                                         |                                         |  |  |
|  | Universidad Católica     | Universidad Católica     | 0     | 0                        | 0               | 2               |  |           |                                         |                                         |                                         |                                         |  |  |
|  | Universidad Católica     |                          |       |                          |                 | 2               |  |           |                                         |                                         |                                         |                                         |  |  |
|  | Santiago Wanderers       | 0                        |       |                          |                 |                 |  |           |                                         |                                         |                                         |                                         |  |  |
|  | Santiago Wanderers       | 0                        |       | Universidad Católica (p) | 0 (5)           |                 |  |           |                                         |                                         |                                         |                                         |  |  |
|  |                          |                          |       | Universidad Católica (p) | 0 (5)           |                 |  |           |                                         |                                         |                                         |                                         |  |  |
|  |                          | Everton                  | 0 (4) |                          |                 |                 |  |           |                                         |                                         |                                         |                                         |  |  |
|  | Everton                  | Everton                  | 0 (4) | 5                        |                 |                 |  |           |                                         |                                         |                                         |                                         |  |  |
|  | Everton                  |                          |       | 5                        |                 |                 |  |           |                                         |                                         |                                         |                                         |  |  |
|  | Unión San Felipe         | 1                        |       |                          |                 |                 |  |           |                                         |                                         |                                         |                                         |  |  |

| Vencedor Zona Centro-Norte |
| -------------------------- |
| Colo-Colo                  |

### Zona Centro-Sul

#### Segunda Fase
| Equipe 1              | Total       | Equipe 2             |
| --------------------- | ----------- | -------------------- |
| Chimbarongo           | 0–10        | Universidad de Chile |
| General Velásquez     | 1–2         | O'Higgins            |
| Deportes Recoleta     | 2–3         | Audax Italiano       |
| Deportes Rengo        | 1–0         | Curicó Unido         |
| Colchagua             | 1–6         | Unión Española       |
| Lautaro de Buin       | 1–2         | Barnechea            |
| Ferroviario Comercial | 0–6         | Magallanes           |
| Deportes Melipilla    | 0–0 (3–4 p) | Deportes Santa Cruz  |

#### Fases finais
|  | Quartas de final          | Quartas de final          |   |                | Semifinais               | Semifinais               |  |           | Final                                   | Final                                   | Final                                   | Final                                   |  |  |
|  | 21 de junho a 12 de julho | 21 de junho a 12 de julho |   |                | 3 de julho a 2 de agosto | 3 de julho a 2 de agosto |  |           | 15 de agosto (ida) 19 de agosto (volta) | 15 de agosto (ida) 19 de agosto (volta) | 15 de agosto (ida) 19 de agosto (volta) | 15 de agosto (ida) 19 de agosto (volta) |  |  |
|  |                           |                           |   |                |                          |                          |  |           |                                         |                                         |                                         |                                         |  |  |
|  | Universidad de Chile      | 0 (3)                     |   |                |                          |                          |  |           |                                         |                                         |                                         |                                         |  |  |
|  | O'Higgins (pen)           | 0 (5)                     |   |                |                          |                          |  |           |                                         |                                         |                                         |                                         |  |  |
|  | O'Higgins (pen)           | 0 (5)                     |   | O'Higgins      | 2                        |                          |  |           |                                         |                                         |                                         |                                         |  |  |
|  |                           |                           |   | O'Higgins      | 2                        |                          |  |           |                                         |                                         |                                         |                                         |  |  |
|  |                           | Audax Italiano            | 0 |                |                          |                          |  |           |                                         |                                         |                                         |                                         |  |  |
|  | Audax Italiano            | Audax Italiano            | 0 | 2              |                          |                          |  |           |                                         |                                         |                                         |                                         |  |  |
|  | Audax Italiano            |                           |   | 2              |                          |                          |  |           |                                         |                                         |                                         |                                         |  |  |
|  | Deportes Rengo            | 1                         |   |                |                          |                          |  |           |                                         |                                         |                                         |                                         |  |  |
|  | Deportes Rengo            | 1                         |   |                |                          |                          |  | O'Higgins | 3                                       | 1                                       | 4 (3)                                   |                                         |  |  |
|  |                           |                           |   |                |                          |                          |  | O'Higgins | 3                                       | 1                                       | 4 (3)                                   |                                         |  |  |
|  |                           | Magallanes (pen)          | 2 | 2              | 4 (5)                    |                          |  |           |                                         |                                         |                                         |                                         |  |  |
|  | Unión Española            | Magallanes (pen)          | 2 | 2              | 4 (5)                    | 2                        |  |           |                                         |                                         |                                         |                                         |  |  |
|  | Unión Española            |                           |   |                |                          | 2                        |  |           |                                         |                                         |                                         |                                         |  |  |
|  | Barnechea                 | 0                         |   |                |                          |                          |  |           |                                         |                                         |                                         |                                         |  |  |
|  | Barnechea                 | 0                         |   | Unión Española | 1                        |                          |  |           |                                         |                                         |                                         |                                         |  |  |
|  |                           |                           |   | Unión Española | 1                        |                          |  |           |                                         |                                         |                                         |                                         |  |  |
|  |                           | Magallanes                | 2 |                |                          |                          |  |           |                                         |                                         |                                         |                                         |  |  |
|  | Magallanes                | Magallanes                | 2 | 3              |                          |                          |  |           |                                         |                                         |                                         |                                         |  |  |
|  | Magallanes                |                           |   | 3              |                          |                          |  |           |                                         |                                         |                                         |                                         |  |  |
|  | Deportes Santa Cruz       | 0                         |   |                |                          |                          |  |           |                                         |                                         |                                         |                                         |  |  |

| Vencedor Zona Centro-Sul |
| ------------------------ |
| Magallanes               |

### Zona Sul

#### Segunda Fase
| Equipe 1          | Total       | Equipe 2                  |
| ----------------- | ----------- | ------------------------- |
| Comunal Cabrero   | 3–0         | Ñublense                  |
| Deportes Linares  | 1–2         | Rangers                   |
| Iberia            | 0–2         | Universidad de Concepción |
| Fernández Vial    | 1–1 (4–2 p) | Deportes Concepción       |
| Teniente Merino   | 1–3         | Huachipato                |
| Gol y Gol         | 0–2         | Deportes Temuco           |
| Bories            | 0–3         | Deportes Puerto Mont      |
| Deportes Valdivia | 2–2 (6–7 p) | Provincial Osorno         |

#### Fases finais
|  | Quartas de final         | Quartas de final         |   |                 | Semifinais      | Semifinais      |  |                  | Final                                  | Final                                  | Final                                  | Final                                  |  |  |
|  | 25 de junho a 4 de julho | 25 de junho a 4 de julho |   |                 | 2 a 18 de julho | 2 a 18 de julho |  |                  | 27 de julho (ida) 15 de agosto (volta) | 27 de julho (ida) 15 de agosto (volta) | 27 de julho (ida) 15 de agosto (volta) | 27 de julho (ida) 15 de agosto (volta) |  |  |
|  |                          |                          |   |                 |                 |                 |  |                  |                                        |                                        |                                        |                                        |  |  |
|  | Rangers                  | 1                        |   |                 |                 |                 |  |                  |                                        |                                        |                                        |                                        |  |  |
|  | Comunal Cabrero          | 0                        |   |                 |                 |                 |  |                  |                                        |                                        |                                        |                                        |  |  |
|  | Comunal Cabrero          | 0                        |   | Rangers         | 0               |                 |  |                  |                                        |                                        |                                        |                                        |  |  |
|  |                          |                          |   | Rangers         | 0               |                 |  |                  |                                        |                                        |                                        |                                        |  |  |
|  |                          | Univ. Concepción         | 2 |                 |                 |                 |  |                  |                                        |                                        |                                        |                                        |  |  |
|  | Univ. Concepción         | Univ. Concepción         | 2 | 1               |                 |                 |  |                  |                                        |                                        |                                        |                                        |  |  |
|  | Univ. Concepción         |                          |   | 1               |                 |                 |  |                  |                                        |                                        |                                        |                                        |  |  |
|  | Fernández Vial           | 0                        |   |                 |                 |                 |  |                  |                                        |                                        |                                        |                                        |  |  |
|  | Fernández Vial           | 0                        |   |                 |                 |                 |  | Univ. Concepción | 3                                      | 1                                      | 4                                      |                                        |  |  |
|  |                          |                          |   |                 |                 |                 |  | Univ. Concepción | 3                                      | 1                                      | 4                                      |                                        |  |  |
|  |                          | Deportes Temuco          | 0 | 2               | 2               |                 |  |                  |                                        |                                        |                                        |                                        |  |  |
|  | Huachipato               | Deportes Temuco          | 0 | 2               | 2               | 2 (3)           |  |                  |                                        |                                        |                                        |                                        |  |  |
|  | Huachipato               |                          |   |                 |                 | 2 (3)           |  |                  |                                        |                                        |                                        |                                        |  |  |
|  | Deportes Temuco (pen)    | 2 (4)                    |   |                 |                 |                 |  |                  |                                        |                                        |                                        |                                        |  |  |
|  | Deportes Temuco (pen)    | 2 (4)                    |   | Deportes Temuco | 3               |                 |  |                  |                                        |                                        |                                        |                                        |  |  |
|  |                          |                          |   | Deportes Temuco | 3               |                 |  |                  |                                        |                                        |                                        |                                        |  |  |
|  |                          | Deportes Puerto Mont     | 0 |                 |                 |                 |  |                  |                                        |                                        |                                        |                                        |  |  |
|  | Deportes Puerto Mont     | Deportes Puerto Mont     | 0 | 1               |                 |                 |  |                  |                                        |                                        |                                        |                                        |  |  |
|  | Deportes Puerto Mont     |                          |   | 1               |                 |                 |  |                  |                                        |                                        |                                        |                                        |  |  |
|  | Provincial Osorno        | 0                        |   |                 |                 |                 |  |                  |                                        |                                        |                                        |                                        |  |  |

| Vencedor Zona Centro-Sul  |
| ------------------------- |
| Universidad de Concepción |

## Fase Nacional
A fase nacional será disputada pelos quatro vencedores regionais, que disputarão as semifinais em jogos de ida e volta. Os vencedores se enfrentarão na decisão pelo título, em jogo único.

### Tabela
|  | Semifinais       | Semifinais | Semifinais | Semifinais |   |           | Final | Final |
|  |                  |            |            |            |   |           |       |       |
|  | Cobreloa         | 2          | 0          | 2          |   |           |       |       |
|  | Colo-Colo        | 2          | 1          | 3          |   |           |       |       |
|  | Colo-Colo        | 2          | 1          | 3          |   | Colo-Colo | 3     |       |
|  |                  |            |            |            |   | Colo-Colo | 3     |       |
|  |                  | Magallanes | 1          |            |   |           |       |       |
|  | Magallanes       | Magallanes | 1          | 3          | 1 | 4         |       |       |
|  | Magallanes       |            |            | 3          | 1 | 4         |       |       |
|  | Univ. Concepción | 1          | 2          | 3          |   |           |       |       |

### Semifinal
| 27 de setembro | Cobreloa | 2 – 2 | Colo-Colo | Calama                       |  |
| 18:00 (UTC−3)  |          |       |           | Estádio: Zorros del Desierto |  |

| 4 de outubro  | Colo-Colo | 1 – 0 | Cobreloa | Macul, Santiago                    |  |
| 19:00 (UTC−3) |           |       |          | Estádio: Monumental David Arellano |  |

| 27 de setembro | Universidad de Concepción | 1 – 3 | Magallanes | Concepción         |  |
| 20:30 (UTC−3)  |                           |       |            | Estádio: Ester Roa |  |

| 4 de outubro  | Magallanes | 1 – 2 | Universidad de Concepción | San Bernardo, Santiago                 |  |
| 15:30 (UTC−3) |            |       |                           | Estádio: Municipal Luis Navarro Avilés |  |

### Final
| 13 de dezembro | Colo-Colo                             | 3 – 1     | Magallanes         | Iquique, Tarapacá                                    |  |
| 19:00 (UTC−3)  | Amor 17' · Wiemberg 38' · Pizarro 58' | Relatório | 14' (pen) Larrivey | Estádio: Tierra de Campeones Árbitro: Cristian Garay |  |

## Premiação
| Copa Chile Easy 2023 Copa do Chile de Futebol de 2023 |
| ----------------------------------------------------- |
| Colo-Colo Campeão (14° título)                        |